# Vědec
Vědec, badatel, učenec je člověk bádající v oboru přírodních věd nebo humanitních, resp. společenských věd. Člověk s hlubokými znalostmi v určitém vědním oboru (disciplíně). Má výjimečné kompetence v jednom nebo více vědních oborů. Je tzv. učený. Výsledky vědeckého bádání, tzn. výzkumu publikuje ve vědeckém časopisu.
Vědec je ten, kdo se zabývá vědou, kdo vědecky pracuje, badatel.
Předpokladem vědecké práce je užívání vědecké metody.

## Někteří vědci a vědkyně

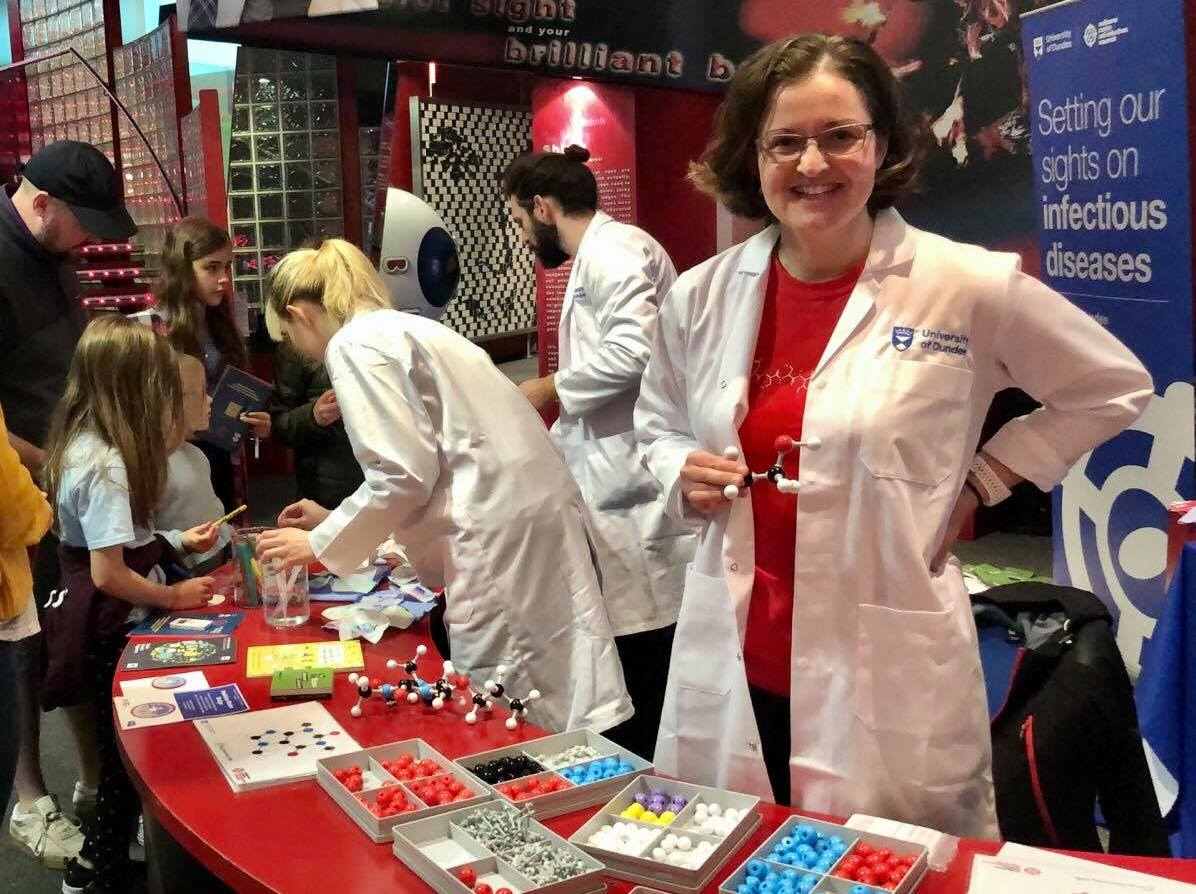
Vědkyně ve vědeckém muzeu

### Čeští vědci a vědkyně
- Jaroslav Heyrovský (1890–1967)
- Antonín Holý (1936–2012)
- Helena Illnerová (*1937)
- Jan Evangelista Purkyně (1787–1869)
- Eva Zažímalová (*1955)
- Otto Wichterle (1913–1998)

### Moravští vědci a vědkyně
- Gregor Mendel (1822–1884)

### Vědci a vědkyně ve světě
- Niels Henrik Abel (1802–1829)

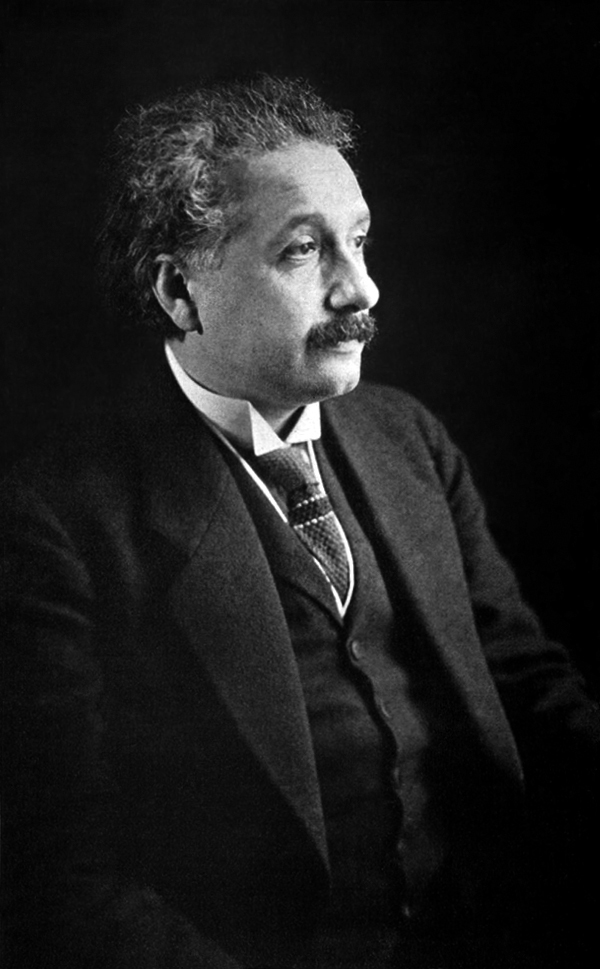
Albert Einstein v roce 1921

- Archimédés ze Syrakus (287 př. n. l.(?) – 212 př. n. l.)
- Frances Arnoldová (*1956)
- Henri Becquerel (1852–1908)
- Pierre Curie (1859–1906)
- Marie Skłodowska-Curie (1867–1934)
- Albert Einstein (1879–1955)
- Leonhard Euler (1707–1783)
- Stephen Hawking (1942–2018)
- Katherine Johnson (1918–2020)
- Frédéric Joliot-Curie (1900–1958)
- Irène Joliot-Curie (1897–1956)
- Joseph Louis Lagrange (1736–1813)
- Ada Lovelace (1815–1852)
- Marjam Mírzácháníová (1977–2017)
- John Forbes Nash (1928–2015)
- Louis Nirenberg (1925–2020)
- Isaac Newton (1643–1727)
- Richard Feynman (1918–1988)